# Великая Сибирская полынья

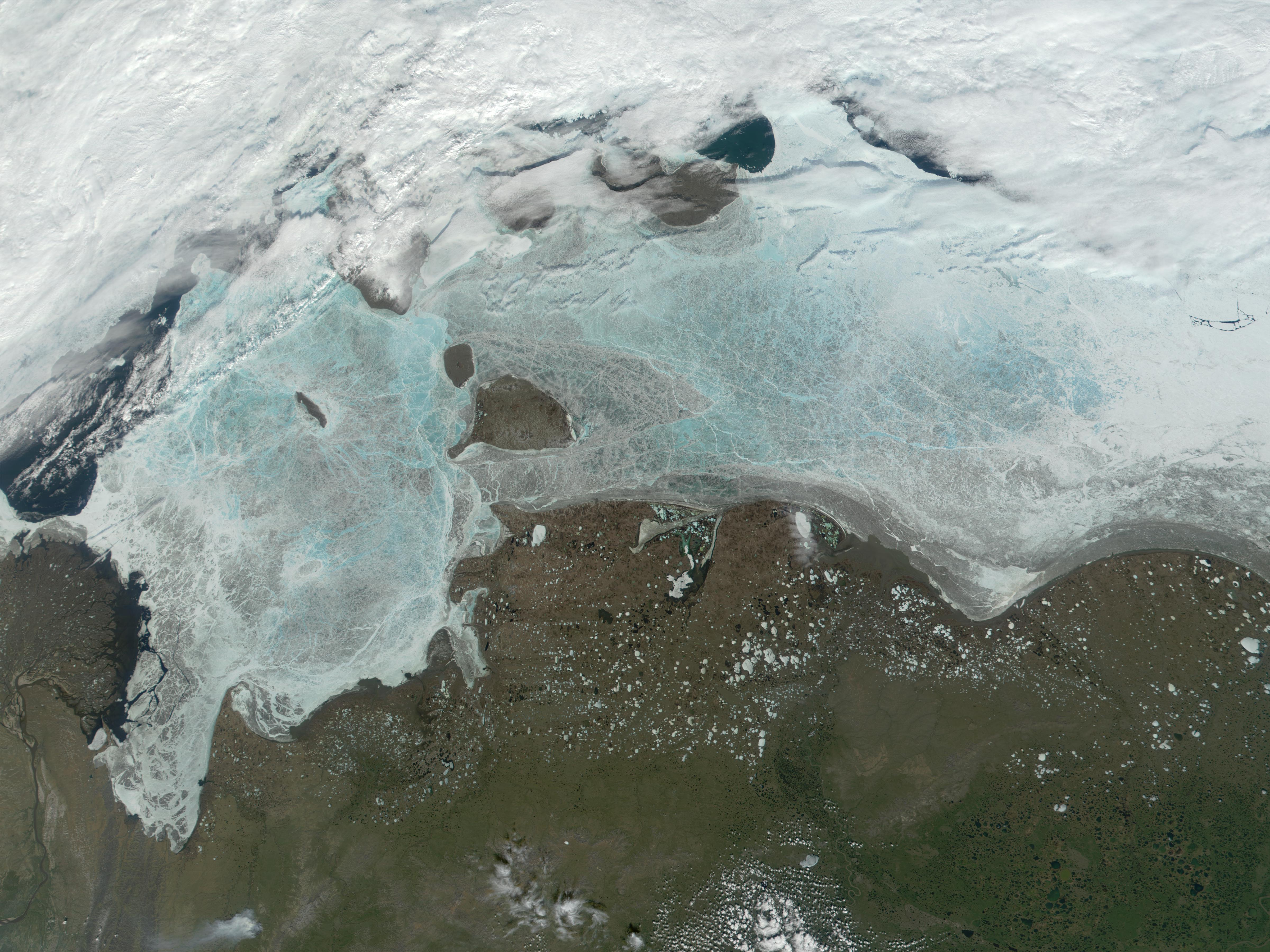
Снимок из космоса части Арктики. В левой части снимка — Великая Сибирская полынья

Великая Сибирская полынья — полоса открытой воды и молодых льдов, регулярно образующихся за внешней кромкой припая (заприпайная полынья) на участке от острова Большой Бегичев в море Лаптевых до Медвежьих островов в Восточно-Сибирском море.  В отдельные годы полынья значительно уменьшается и при этом формируются два относительно самостоятельных участка открытой воды и молодых льдов — Ленская и Новосибирская полыньи.

## История открытия
Первые сведения о существовании полыньи были получены ещё в XVIII веке.
Ещё в 1736 году Ломоносов в «Кратком описании разных путешествий по северным морям и показание возможного прохода Сибирским океаном в Восточную Индию» писал, основываясь на исторических документах и сведениях, полученных от поморов, «в отдалении от берегов Сибирских на пять и семь сот вёрст Сибирский океан в летние месяцы от таких льдов свободен, кои бы препятствовали корабельному ходу». Он дал классическое описание Великой Сибирской полыньи.
В 1811 году полынью наблюдали сотник Татаринов в 25 верстах от острова Новая Сибирь и Санников — в 30 верстах к северу от Благовещенского мыса.
В 1821 году в начале апреля на край припайного льда у Великой Сибирской полыньи вышел Анжу со своими спутниками. Несмотря на многочисленные попытки продвинуться на нартах, запряжённых собачьими упряжками, к северу от берегов Сибирских островов, им это так и не удалось, так как повсюду они встречали открытую воду.

## Хозяйственное использование
Большие пространства свободной от пакового льда воды используются для плавания и способствуют развитию судоходства в море Лаптевых, Восточно-Сибирском море и на других участках Северного морского пути.

## Научные исследования
Существуют различные объяснения существования Великой Сибирской полыньи. А. Петерман объяснял существование полыньи влиянием Гольфстрима, проникающего до моря Лаптевых. Аналогичных взглядов на существование полыньи придерживались в 1908 году Г. Гебель и Л. Брейтфус, которые высказали гипотезу о том, что высокие температуры в глубокой части Арктики связаны с явлением образования в марте-апреле полыньи.
В дальнейшем, после экспедиций Норденшёльда в 1878—1879 гг и Делонга в 1879—1881 гг появилось мнение о том, что образование полыньи связано не с температурным режимом, а с динамическим. В. Ю. Визе в 1922 году высказал предположение о том, что на образование полыньи влияет вынос льда из Арктического бассейна. Районы к северу от устьев Оби, Енисея и Лены он назвал «очагами зарождения полярных льдов». Современные исследователи добавляют в качестве причины образования заприпайных полыней деформации приливной волны у материка и постоянные приливно-отливные течения.
Ещё в 1906 году русский исследователь Арктики А. В. Колчак обсуждал в своей монографии причины образования Великой Сибирской полыньи и отмечал, что Сибирская полынья находится на границе развитого берегового припая и области арктического пака, расположенного вблизи Новосибирских островов. Колчак писал о Великой Сибирской полынье: «Образование этого явления на границе неподвижного прибрежного ледяного покрова и постоянно движущегося арктического пака обуславливается известным движением последнего по направлению от упомянутой границы и, следовательно, находится в тесной связи с существующими на месте течениями, или, вероятно в данном случае ветрами, точнее равнодействующей суммы ветров, дующих за известный промежуток времени в рассматриваемом районе. Последнее обстоятельство, вероятно, обуславливает WNW-й NW-й дрейф арктического пака в этой области. Связь этих местных ветров с зимней барической возвышенностью Северо-Восточной Азии весьма вероятна, а масса пресной воды, выносимой великими сибирскими реками, может обусловить и существование поверхностного течения в N-ую половину компаса, во всяком случае, способствующему образованию полыньи». Из современных работ, рассматривающих уникальное явление образования Великой Сибирской полыньи, особый интерес представляет монография А. Ю. Гукова «Экосистема Сибирской полыньи», развивающая идеи А. В. Колчака с позиций современных представлений о движении льда и водных масс в Арктическом бассейне.
Современные наблюдения за состоянием экосистемы данной полыньи проводились российскими океанологами в 1982—1996 гг, а также в 1996—2001 гг совместными российско-германскими комплексными вертолётными экспедициями. В результате этих исследований было установлено, что в конце февраля—марте начинается бурное развитие водорослей, даже в местах покрытых толстым ледяным покровом. Солнечный свет проникает под тонкий лёд и даёт старт развитию фотосинтеза. В водах полыньи был обнаружен зоопланктон, в состав которого входят как солоноватоводные, так и морские ракообразные. Донные животные представлены моллюсками, змеехвостками, червями. Обитают два вида китообразных: нарвал и белуха. Ластоногие представлены лаптевским моржом, морским зайцем и кольчатой нерпой.